# ONUC
L'operazione delle Nazioni Unite in Congo (ONUC dal francese Operation des Nations Unies au Congo) fu una missione delle Nazioni Unite nel Congo ex Belga, stabilita con la risoluzione numero 143 del Consiglio di sicurezza. Fu attiva durante la crisi del Congo, dal luglio 1960 al giugno 1964. 

## Storia
Governo nazionale (Léopoldville)
     Governo rivale (Stanleyville)
     Sud-Kasai (Bakwanga)
     Katanga (Elisabethville)

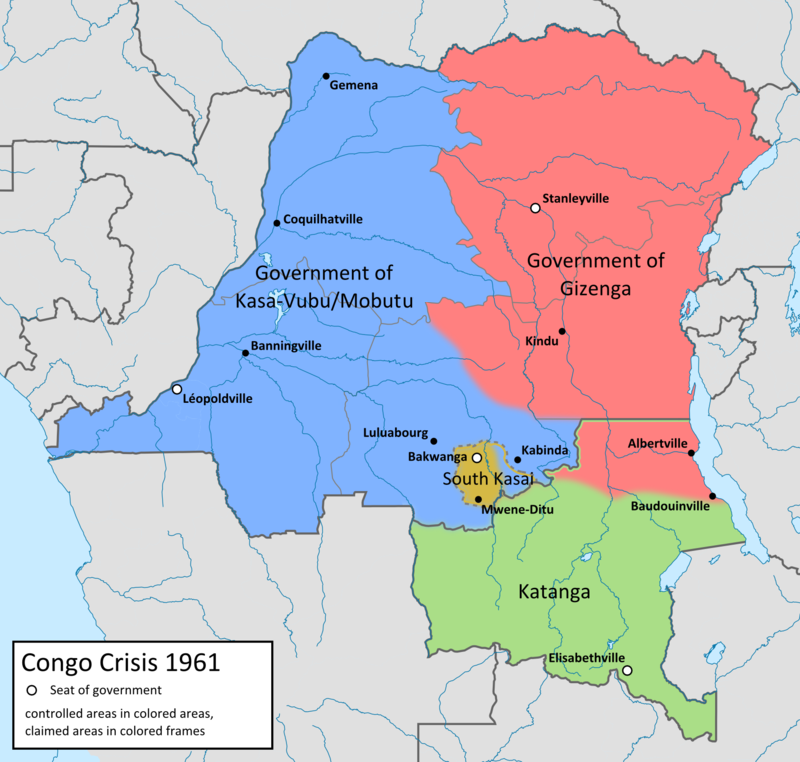
Le provincie del Congo e la situazione politica alla fine del 1960:
Governo nazionale (Léopoldville)
Governo rivale (Stanleyville)
Sud-Kasai (Bakwanga)
Katanga (Elisabethville)

Dopo la proclamazione dell'indipendenza della nazione dal dominio coloniale belga il 30 giugno 1960, il Congo fu caratterizzato da una forte instabilità politica. 
La missione militare ONU, avviata il 15 luglio 1960, aveva lo scopo di assicurare il ritiro delle forze belghe ed assistere il governo locale nell'instaurare una situazione ordinata. L'ONUC si occupava anche di garantire l'integrità territoriale e l'indipendenza del Paese con una provincia il Katanga che si era dichiarata indipendente, per cercare di impedire il verificarsi di una guerra civile e procedendo all'espulsione di tutto il personale militare straniero, paramilitare o di consulenza non sotto il comando delle Nazioni Unite. 
Era composto da unità militari svedesi, irlandesi, indiane, italiane, etiopi, pakistane, canadesi, ghanesi, malesi, senegalesi.
Il contingente ONU venne rinforzato, raggiungendo a luglio 1961 oltre 19.800 uomini.
Ebbero scontri armati sia con le truppe e i mercenari dello stato del Katanga che con le milizie del governo popolare di Stanleyville.
Con la riannessione del Katanga nel febbraio 1963 il contingente fu progressivamente ridotto, fino al completo ritiro nel giugno 1964.

### Eccidio di Kindu
Alla missione presero parte anche uomini e mezzi dell'Aeronautica Militare italiana. Dalla data di inizio dell'"Operazione Congo" il 22 agosto 1960 al 19 giugno 1962 questi uomini con i loro velivoli avevano trasportato in condizioni operativamente difficili e rischiose truppe e materiali perdendo ben 21 uomini, e tre velivoli del 2º Gruppo volo.
Fu proprio durante questa operazione che nel novembre 1961 avvenne l'efferato Eccidio di Kindu, nel quale 13 aviatori italiani vennero trucidati dai miliziani di Stanleyville.